# Grup de simetrie

Un tetraedru este invariant în raport cu 12 rotații distincte, excluzând reflexiile. Acestea sunt ilustrate aici în formatul, împreună cu rotațiile în jurul muchiei de 180 ° (săgeți albastre) și 120° (săgeți roșii), care permută tetraedru prin poziții. Cele 12 rotații formează grupul de rotație (simetrie) din figură.

În teoria grupurilor, grupul de simetrie al unui obiect geometric este grupul tuturor transformărilor în raport cu care obiectul este invariant⁠(d), dotat cu operația de compunere⁠(d). O astfel de transformare este o aplicație inversabilă a spațiului ambiant care transformă obiectul în sine însuși și care păstrează toată structura relevantă a obiectului.  
Pentru un obiect într-un spațiu metric, simetriile sale formează un subgrup al grupului de izometrie al spațiului ambiant. Acest articol ia în considerare, în principal, grupurile de simetrie În geometria euclidiană, dar conceptul poate fi studiat și pentru tipuri mai generale de structură geometrică. 

## Generalități
Considerăm că „obiectele” care posedă simetrie sunt figuri geometrice, imagini și forme, cum ar fi un model de tapet⁠(d). Pentru simetria obiectelor fizice, se poate lua și componența lor fizică ca parte a modelului. (Un model poate fi specificat formal ca un câmp scalar, o funcție de poziție cu valori într-o mulțime de culori sau substanțe, ca un câmp vectorial sau ca o funcție mai generală de obiect). Grupul de izometrii ale spațiului induce o acțiune de grup⁠(d) asupra obiectelor din el, iar grupul de simetrie constă din acele izometrii care transformă pe X în el însuși (și care transformă oricărui altă formă în ea însăși). Spunem că X este invariant sub o astfel de transformare, iar transformarea este o simetrie a lui X.
Cele de mai sus sunt uneori numite grupul de simetrie completă pentru a sublinia că include izometrii care inversează orientarea (reflexii, reflexii translate și rotații improprii). Subgrupul simetriilor care conservă orientarea (translațiile, rotațiile și compozițiile acestora) se numește grupul propriu de simetrie. Un obiect este chiral când nu are nici o simetrie care inversează orientarea⁠(d), astfel încât grupul propriu de simetrie să fie egal cu grupul său complet de simetrie. 
Orice grup de simetrie ale cărui elemente au un punct fix comun, ceea ce este adevărat dacă grupul este finit sau figura este mărginită, poate fi reprezentată ca un subgrup al grupului ortogonal O(n) prin alegerea originoi ca punct fix. Grupul de simetrie propriu-zis este apoi un subgrup al grupului ortogonal special SO(n), și se numește grupul de rotație al figurii. 
Într-un grup de simetrie discret, punctele simetrice cu un punct dat nu se acumulează către un punct limită. Adică, orice orbită⁠(d) a grupului (imaginile unui anumit punct în raport cu toate elementele grupului) formează o mulțime discretă. Toate grupurile de simetrie finite sunt discrete. 
Grupele de simetrie discrete sunt de trei tipuri: (1) grupuri de puncte finite, care includ numai rotații, reflexii, inversiuni și inversări rotative — adică subgrupurile finite ale lui O(n); (2) grupuri infinite de rețele, care includ doar translații; și (3) grupuri spațiale⁠(d) infinite care conțin elemente de ambele tipuri anterioare și, probabil, și transformări suplimentare precum translații elicoidale⁠(d) și reflexii translate. Există, de asemenea, grupuri de simetrie continuă (grupuri Lie), care conțin rotații de unghiuri arbitrar de mici sau translații pe distanțe arbitrar de mici. Un exemplu este O(3), grupul de simetrie al unei sfere. Grupuri de simetrie ale obiectelor euclidiene pot fi complet clasificate ca subgrupuri ale grupului euclidian⁠(d) E(n) (grupul de izometrii al lui {\displaystyle \mathbb {R} ^{n}}. 
Două figuri geometrice au același tip de simetrie atunci când grupurile lor de simetrie sunt subgrupuri conjugate⁠(d) ale grupului euclidian: adică, atunci când subgrupurile H1, H2 sunt legate prin H1 = g−1H2g pentru un g din E(n). De exemplu: 
- două figuri tridimensionale au o simetrie în oglindă, dar în raport cu plane diferite de oglindire.
- două figuri tridimensionale au o simetrie de rotație triplă, dar în raport cu axe diferite.
- două modele bidimensionale au simetrie de translație, fiecare câte o direcție; cei doi vectori de translație au aceeași lungime, dar direcție diferită.

În secțiunile următoare, luăm în considerare numai grupurile de izometrii ale căror orbite⁠(d) sunt închise topologic, incluzând toate grupurile de izometrii discrete și continue. Totuși, aceasta exclude, de exemplu, grupul 1D de translații cu un număr rațional; o astfel de figură neînchisă nu poate fi trasată cu o precizie rezonabilă din cauza detaliilor sale arbitrar de fine.

## O dimensiune
Grupurile de izometrii într-o singură dimensiune sunt: 
- grupul trivial C1
- grupurile de două elemente generate de o reflexie; ele sunt izomorfe cu C2
- grupurile discrete infinite generate de o translație; ele sunt izomorfe cu {\displaystyle \mathbb {Z} }, grupul aditiv al numerelor întregi
- grupurile discrete infinite generate de o translație și o reflexie; ele sunt izomorfe cu grupul diedral generalizat al lui {\displaystyle \mathbb {Z} }, (care este un produs semidirect⁠(d) al lui {\displaystyle \mathbb {Z} } cu C2).
- grupul generat de toate translațiile (izomorf cu grupul aditiv al numerelor reale {\displaystyle \mathbb {R} }); acest grup nu poate fi grupul de simetrie al unei figuri euclidiene, chiar dotată cu un model: un astfel de model ar fi omogen, deci ar putea fi și el reflectat. Totuși, un câmp vectorial constant unidimensional are acest grup de simetrie.
- grupul generat de toate translațiile și reflexiile în jurul unor puncte; ele sunt izomorfe cu grupul diedral generalizat.

## Două dimensiuni
Până la conjugare, grupurile de puncte discrete în spațiul bidimensional sunt următoarele clase: 
- grupurile ciclice⁠(d) C1, C2, C3, C4, ... unde Cn constă din toate rotațiile în jurul unui punct fix prin multipli ai unghiului de 360°/n
- grupurile diedrale D1, D2, </span>, </span>, ..., unde Dn (de ordin 2n) constă din rotațiile în Cn împreună cu reflexiile după n axe care trec prin punctul fix.

C1 este grupul trivial care conține numai operația de identitate, care apare când figura este asimetrică, de exemplu litera „F”. C2 este grupul de simetrie al literei „Z”, C3 al unui triskelion⁠(d), C4 al unei zvastici și C5, C6 etc. sunt grupurile de simetrie ale unor figuri asemănătoare cu zvastica, dar cu cinci, șase, etc brațe în loc de patru. 
D1 este grupul cu 2 elemente care conține operația de identitate și o singură reflecție, care apare atunci când figura are doar o singură axă de simetrie bilaterală, de exemplu litera „A”. 
D2, care este izomorf cu patru-grupul Klein, este grupul de simetrie al unui dreptunghi neechilateral. Această figură are patru operații de simetrie: operația de identitate, o axă de rotație dublă și două planuri neechivalente de oglindire. 
D3, D4 etc. sunt grupurile de simetrie ale poligoanelor regulate. 
În cadrul fiecăruia dintre aceste tipuri de simetrie, există două grade de libertate pentru centrul de rotație, iar în cazul grupurilor diedrale, încă unul pentru pozițiile planelor de oglindire. 
Restul grupurilor de izometrii rămase în două dimensiuni cu un punct fix sunt: 
- grupul ortogonal special SO(2) constând din toate rotațiile în jurul unui punct fix; se mai numește grupul cerc⁠(d) S1, grupul multiplicativ al numerelor complexe de valoare absolută 1. Este grupul propriu de simetrie al unui cerc și echivalentul continuu al lui Cn. Nu există o figură geometrică care are ca grup de simetrie completă grupul cerc, dar pentru un câmp vectorial se poate aplica (vezi cazul tridimensional de mai jos).
- grupul ortogonal O(2) constând din toate rotațiile în jurul unui punct fix și reflexiile în raport cu orice axă trecând prin acel punct fix. Acesta este grupul de simetrie al unui cerc. Se mai numește și grupul diedral generalizat al lui S1.

Figurile nemărginite pot avea și ele grupuri de izometrii de translație; acestea sunt: 
- cele 7 grupuri de frize
- cele 17 grupuri de tapet⁠(d)
- pentru fiecare dintre grupele de simetrie dintr-o dimensiune, combinația tuturor simetriilor din acel grup într-o singură direcție și grupul tuturor translațiilor în direcția perpendiculară
- la fel cu reflexiile în raport cu o dreaptă în prima direcție.

## Trei dimensiuni
Până la conjugare, mulțimea de grupuri de puncte tridimensionale este formată din 7 serii infinite și 7 alte grupuri individuale. În cristalografie sunt considerate doar acele grupuri de puncte care conservă o rețea cristalină (deci rotațiile lor pot avea doar ordinul 1, 2, 3, 4 sau 6). Această restricție cristalografică⁠(d) a familiilor infinite de grupuri de puncte generale produce 32 de grupuri de puncte cristalografice (27 grupuri individuale din cele 7 serii și 5 din cele 7 individuale). 
Printre grupurile de simetrie continuă cu un punct fix se numără: 
- simetria cilindrică fără plan de simetrie perpendicular pe axă, aceasta se aplică, de exemplu, pentru o sticlă de bere
- simetrie cilindrică cu un plan de simetrie perpendicular pe axă
- simetrie sferică

Pentru obiectele cu modele de câmp scalar, simetria cilindrică implică și simetria de reflexie verticală. Totuși, acest lucru nu este valabil pentru șabloanele de câmp vectorial: de exemplu, în coordonate cilindrice în raport cu o anumită axă, câmpul vectorial{\displaystyle \mathbf {A} =A_{\rho }{\boldsymbol {\hat {\rho }}}+A_{\phi }{\boldsymbol {\hat {\phi }}}+A_{z}{\boldsymbol {\hat {z}}}}are simetrie cilindrică în raport cu axa ori de câte ori {\displaystyle A_{\rho }}, {\displaystyle A_{\phi }}și {\displaystyle A_{z}} au această simetrie (nici o dependență de {\displaystyle \phi }); și are simetrie de reflecție numai atunci când {\displaystyle A_{\phi }=0}. 
Pentru simetria sferică, nu există o astfel de distincție: orice obiect modelat are planuri de simetrie de reflexie. 
Grupurile de simetrie continue fără punct fix sunt cele cu o axă helicoidală⁠(d), cum ar fi o helicoidă infinită. 

## Grupurile de simetrie în general
În contexte mai largi, un grup de simetrie poate fi orice tip de grup de transformare sau grup de automorfisme. Fiecare tip de structură matematică are aplicații inversibile care îi păstrează structura. În schimb, specificarea grupului de simetrie poate defini structura sau cel puțin clarifica sensul congruenței sau invarianței geometrice; aceasta un fel de a privi programul Erlangen⁠(d). 
De exemplu, obiectele dintr-o geometrie neeuclidiană hiperbolică au grupuri de simetrie fuchsiene⁠(d), care sunt subgrupurile discrete ale grupului de izometrii ale planului hiperbolic, care conservă distanța hiperbolică, nu pe cea euclidiană. (Unele sunt ilustrate în desene ale lui Escher.) În mod similar, grupurile de automorfism ale unor geometrii finite⁠(d) păstrează familii de mulțimi de puncte (subspații discrete) în loc de subspații, distanțe sau produse scalare euclideene. Ca și în cazul figurilor euclidiene, obiectele din orice spațiu geometric au grupuri de simetrie care sunt subgrupuri ale simetriilor spațiului ambiant. 
Un alt exemplu de grup de simetrie este acela al unui graf combinatoric: o simetrie a grafului este o permutare a vârfurilor care transformă muchiile în muchii. Orice grup finit prezentat⁠(d) este grupul de simetrie al grafului său Cayley⁠(d); grupul liber⁠(d) este grupul de simetrie al unui graf arbore infinit.

## Structura grupului în termeni de simetrii
Teorema lui Cayley⁠(d) afirmă că orice grup abstract este un subgrup al permutărilor unei anumite mulțimi X, deci poate fi considerat grupul de simetrie al lui X cu o structură suplimentară. În plus, multe trăsături abstracte ale grupului (definite pur în termeni de operație a grupului) pot fi interpretate în termeni de simetrie. 
De exemplu, fie G grupul finit de simetrie al unei figuri X într-un spațiu euclidian, și H ⊂ G un subgrup. Atunci H poate fi interpretat ca grupul de simetrie al lui X+, o versiune „decorată” a lui X. O astfel de decorare poate fi construită după cum urmează. Se adaugă anumite șabloane, cum ar fi săgeți sau culori, la X, pentru a rupe orice simetrie, obținând o figură X# al cărei grup de simetrie este subgrupul trivial; adică, gX# ≠ X# pentru orice g ∈ G netrivial. Acum primim: 
{\displaystyle X^{+}\ =\ \bigcup _{h\in H}hX^{\#}} satisface condiția ca H să fie grup de simetrie al lui X+
Subgrupurile normale pot fi și ele caracterizate în acest cadru. Grupul de simetrie al translației gX+ este subgrupul conjugat gHg−1. Astfel, H este normal atunci când grupurile de simetrie ale lui gX+ și X+ coincid pentru orice {\displaystyle g\in G}. 
adică ori de câte ori decorarea lui X+ poate fi trasată în orice orientare, în raport cu orice latură sau trăsătură a lui X obținându-se mereu același grup de simetrie gHg−1 = H.
De exemplu, fie grupul diedral G = D3, grup de simetrie al unui triunghi echilateral X. Putem decora acest triunghi cu o săgeată pe o latură, obținând o figură asimetrică X#. Fie τ ∈ G reflexia laturii însemnate, figura compusă X+ = X# ∪ τX# are o săgeată bidirecțională pe latura respectivă, iar grupul său de simetrie este H = {1, τ}. Acest subgrup nu este normal, deoarece gX+ poate avea bi-săgeata pe o altă latură, dând un alt grup de simetrie de reflexie. 
Totuși, dacă H = {1, ρ, ρ 2 } ⊂ D3 este subgrupul ciclic generat de o rotație, figura decorată X+ constă dintr-un 3-ciclu de săgeți cu orientare consecventă. Atunci H este normal, deoarece desenarea unui astfel de ciclu cu orice orientare dă același grup de simetrie H.